# Pteroptrix bicolor
Pteroptrix bicolor är en stekelart som först beskrevs av Howard 1898.  Pteroptrix bicolor ingår i släktet Pteroptrix och familjen växtlussteklar. Inga underarter finns listade i Catalogue of Life.